# Большовское сельское поселение (Белгородская область)
Большо́вское се́льское поселе́ние — муниципальное образование в составе Красненского района Белгородской области. Административный центр — село Большое.

## География

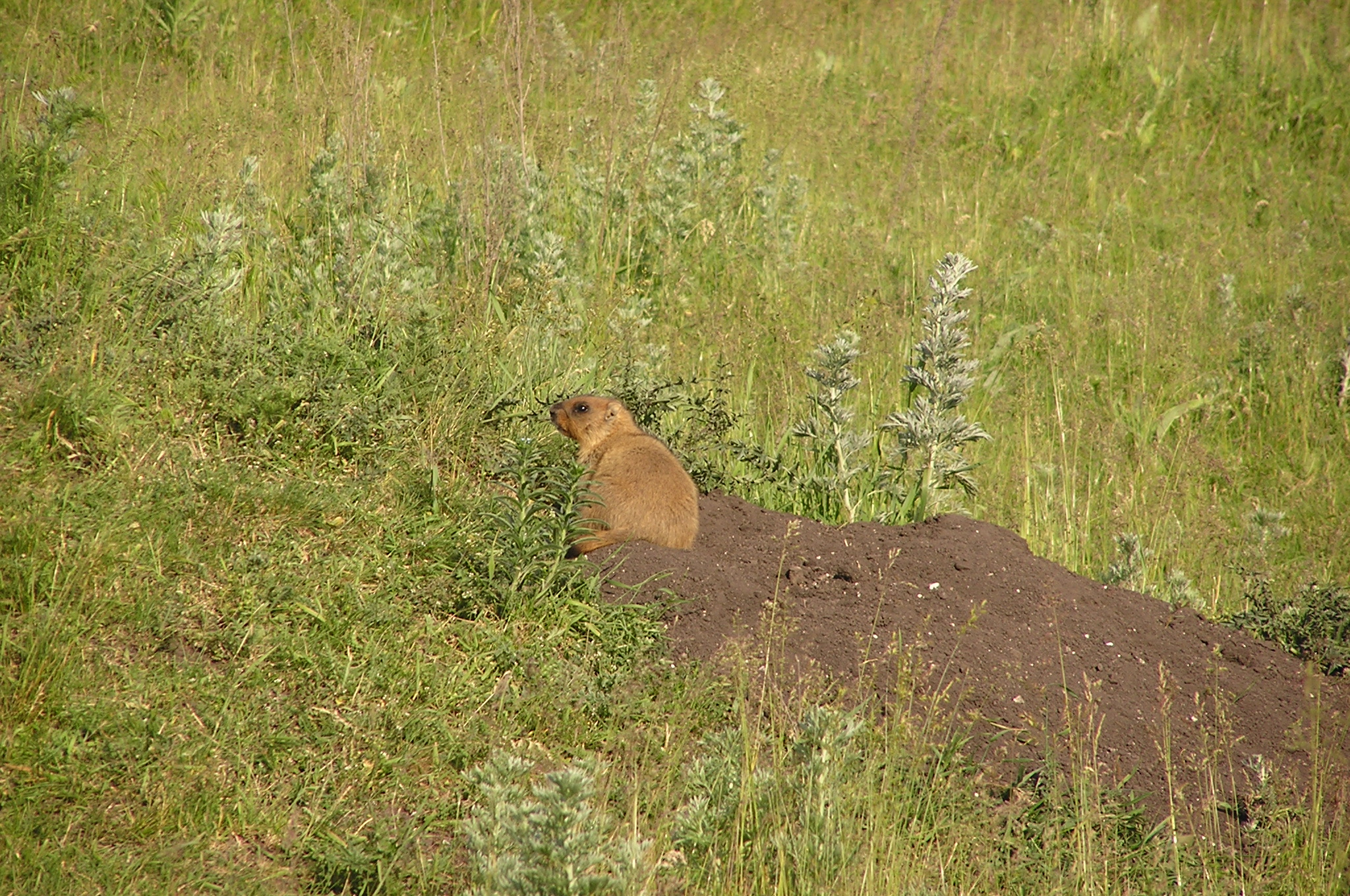
Сурки-байбаки на склонах лога Каблейка

Расположено в Центрально-Чернозёмной зоне в 160 км к востоку от областного центра — города Белгорода, на стыке четырёх районов: Красненского, Красногвардейского, Новооскольского и Чернянского. До райцентра — села Красного — 25 км. Общая площадь поселения — 55,07 км². С запада на восток территорию поселения пересекает автотрасса Короча — Чернянка — Красное — Острогожск.
Территория Большовского поселения, как и всего Белогорья, находится на склонах Средне-Русской возвышенности в лесостепной зоне. Рельеф местности изрезан многочисленными логами, кое-где покрытыми дубовыми перелесками. Во многих местах на поверхности выступают меловые отложения, покрытые летом благоухающим ковром чабреца. Лога часто служат естественными границами поселения. Так, северная граница поселения проходит по Волчьему Яру и Лытневу Логу, восточная — по Катылевой Лощине, Бузине, Каблейке. На склонах логов живут колонии сурков-байбаков, в густых зарослях перелесков можно встретить зайцев и лисиц, а ежи нередко селятся прямо во дворах жителей, в укромных уголках.

Жилой дом в с. Большое

## История

Таксофон в х. Бл. Россошки

Первые хутора появились на территории Большовского поселения в первой половине Х|X века. В то время половина земель поселения были общинные, а другая половина — помещичьи. Южнее автотрассы земли относились к крестьянской общине села Быкова  Расховецкой волости и помещиков Белозерских и Переверзевых, а хозяевами северной части были в разное время  помещики: Шидловский ,Граженский , Останков  ,Блинов и крестьяне землевладельцы Бугаков и Мамкин . Земли использовались как сельскохозяйственные угодья, поэтому постоянно на них никто не жил. После Столыпинской реформы, когда появилась возможность выделиться из общины со своим наделом, многие инициативные крестьяне воспользовались этим правом и переселились поближе к обрабатываемой земле. Первыми основали хутор Старый Редкодуб три зажиточных крестьянина, братья Гавриловы, из-за чего этот хутор первоначально назывался Гаврилов. После революции все общинные и помещичьи земли были поделены между крестьянами, и началось массовое заселение этих земель.
К началу 1930-х годов переселенцы из села Большебыково создали и заселили 10 хуторов: Старый Редкодуб, Большой, Бл. Россошки, Дальние Россошки, Япрынцев, Долгий, Поросячий, Стублище, Бузина и Малиново. Северную часть территории (бывшие помещичьи земли) заселяли переселенцы из более отдалённых районов, там возникло 4 хутора: Садовый, Калинин, Первомайский и Блиновка. Хутор Калинин основали переселенцы из села Лесное Уколово, хутор Первомайский — из села Готовьё Красненского района, хутор Блиновка — из села Лубяное Чернянского района, хутор Садовый — из села Хохол-Тростянка Острогожского района Воронежской области. В каждом хуторе было от 7-10 до 40-50 дворов, всего около 250 дворов, а жителей не менее 1500 человек.

Новый колодец в с. Большое

В годы коллективизации многие зажиточные крестьяне были раскулачены и сосланы в Сибирь и Казахстан, где сейчас живут их потомки. В каждом хуторе, насчитывающем более 20 дворов, были созданы колхозы (всего было создано 10 колхозов). Названия некоторых колхозов перешли в дальнейшем на названия хуторов (Первомайский, Калинин). В каждом колхозе была изба-читальня, в которой можно было обучиться грамоте, ещё в 1930-е годы появилась кинопередвижка. В хуторе Старый Редкодуб открылась семилетняя школа (в 1962 году она стала восьмилетней), начальные школы открылись в хуторах Первомайский и Ближние Россошки, в каждом колхозе работали детские сады.
В 1950-е годы произошло укрупнение колхозов, все 10 маленьких колхозов были объединены в один большой колхоз «Советская Россия», который в 1970-е годы после очередного укрупнения стал отделением колхоза «Память Ленина» с центральной усадьбой в селе Расховец. Но через 15 лет колхоз «Советская Россия» был восстановлен в прежних границах.
Большовское сельское поселение образовано 20 декабря 2004 года в соответствии с Законом Белгородской области № 159.

## Население
| 2008 | 2010 | 2011 | 2012 | 2013 | 2014 | 2015 | 2016 | 2017 |
| ---- | ---- | ---- | ---- | ---- | ---- | ---- | ---- | ---- |
| 598  | ↘543 | ↘541 | ↗543 | ↘526 | ↘504 | ↗506 | ↘488 | ↘470 |
| 2018 | 2019 | 2020 | 2021 |      |      |      |      |      |
| ↘461 | ↘459 | ↘451 | ↘420 |      |      |      |      |      |

Начиная с 1960-х годов (после введения паспортизации в сельской местности) население хуторов начало сокращаться. Молодёжь в массовом порядке стала переселяться в города. К концу 1980-х годов постепенно исчезли малонаселённые хутора: Блиновка, Садовый, Бузина, Поросячий, Долгий, Дальние Россошки, Малиново. Закрылись школы в Первомайском и Ближних Россошках. Во всех восьми классах Старо-Редкодубовской школы обучалось около 40 учеников.
В 1980-е годы начались мероприятия по изменению демографической ситуации в лучшую сторону. Были построены около 30 домиков коттеджного типа, заселённых колхозниками, построен двухэтажный Дом Культуры, проложена асфальтированная дорога до центральной усадьбы колхоза.

## Состав сельского поселения
| № | Населённый пункт | Тип населённого пункта       | Население |
| - | ---------------- | ---------------------------- | --------- |
| 1 | Ближние Россошки | хутор                        | ↘22       |
| 2 | Большое          | село, административный центр | ↘302      |
| 3 | Дальние Россошки | хутор                        | →0        |
| 4 | Калинин          | хутор                        | ↘23       |
| 5 | Первомайский     | хутор                        | ↘45       |
| 6 | Старый Редкодуб  | хутор                        | ↘115      |
| 7 | Япрынцев         | хутор                        | ↘36       |

По национальной принадлежности состав населения таков: русские — 538, украинцы — 9, турки — 45, немцы — 1, даргинцы — 2, азербайджанцы — 3. Молодёжь в возрасте от 14 до 30 лет составляет 132 человека. В 2007 году родился 1 ребёнок, в 2008 — 6.

## Экономика
Основное богатство поселения — плодородная чернозёмная почва, один из лучших чернозёмов в мире. Основой экономики является филиал ГУП «Зерно Белогорья», в собственности или арендном пользовании которого находится 3186 гектаров пахотных земель. 343 гектара принадлежит фермерским хозяйствам, 286 гектаров обрабатываются в личных подсобных хозяйствах. Выращиваются зерновые культуры, подсолнечник, сахарная свёкла.
Из всего трудоспособного населения в сельском хозяйстве трудятся 36 человек, в бюджетной сфере — 70, частным предпринимательством занимаются 7 человек. 60 человек работают за пределами района.

### Современность

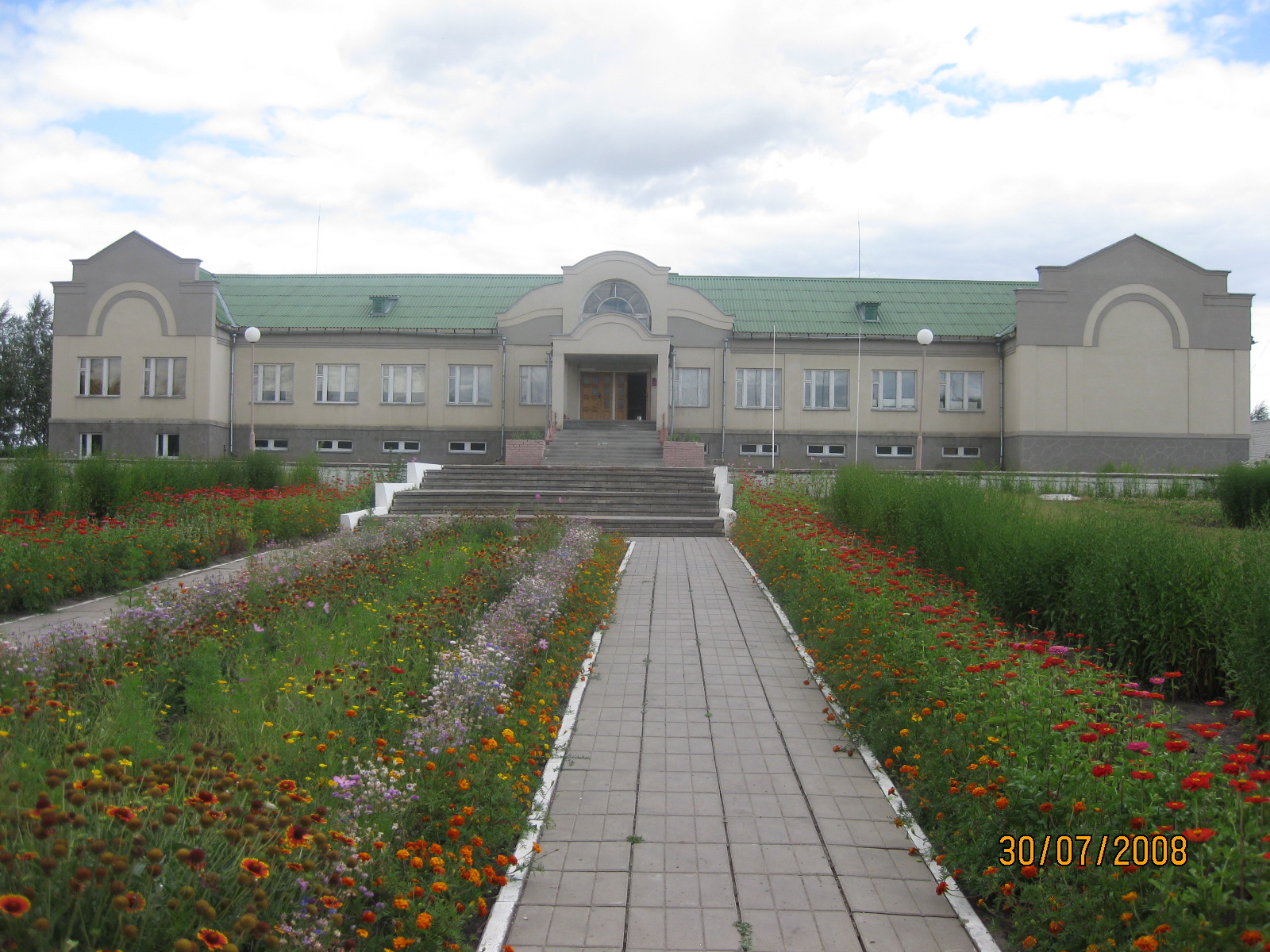
Основная общеобразовательная школа имени Героя Советского Союза М. Д. Чубарых в с. Большое

В 1990-е годы произошли коренные экономические преобразования. Колхоз «Советская Россия» превратился в акционерное общество, в котором каждый акционер стал собственником пяти гектар пахотных земель. Небольшая часть селян стали фермерами. Со временем многие собственники продали свой земельный пай, а покупали их государственные сельскохозяйственные предприятия. Так на землях поселения возник филиал ГУП «Зерно Белогорья».
В селе Большое построена новая средняя школа, два частных магазина. Еженедельно проводится выездная ярмарка. Все хутора газифицированы, асфальтируются подъездные дороги и улицы, установлено 3 таксофона.

## Известные люди
В хуторе Старый Редкодуб родился Михаил Дмитриевич Чубарых, Герой Советского Союза . Его именем названа местная средняя школа.